# La Carrera (la Vall d'en Bas)
La Carrera és una masia de la Vall d'en Bas, a la Garrotxa, protegida com a bé cultural d'interès local.

## Descripció
Edifici civil orientat a l'est, amb teulada a dues vessants situada al peu del Puigsacalm i al damunt d'una sèrie de feixes al costat de la carretera. S'hi accedeix mitjançant una escala de pedra treballada que forma una petita galeria. A la banda dreta hi ha una pallissa en bon estat i unes quadres. La pallissa es comunica amb la casa mitjançant una construcció semicircular. A la part posterior hi ha un pou cisterna i una petita quadra. A la banda esquerra hi ha un cos afegit. Els baixos s'utilitzen com a corts i el primer pis com a habitatge.

## Història
El nom de la Carrera ve del cognom dels amos.